# Мети Ли
Метју Ли (енгл. Matthew Lee; Лидс, 5. март 1998) је британски скакач у воду и репрезентативац Уједињеног Краљевства. Његова специјалност су скокови са торња са висине од 10 метара, како у појединачној тако и у конкуренцији синхронизованих парова. 
У сениорској конкуренцији дебитовао је током 2014. на такмичењима светске скакачке серије, а први запаженији резултат остварио је на Европским играма 2015. у Бакуу где је освојио златну медаљу у појединачним скоковима са торња. Нешто касније исте године по први пут је наступио и на светском првенству у Казању где се такмичио у две дисциплине. Најбољи резултат остварио је у синхронизованим скоковима са торња где је освојио 9. место (у пару са Џејмсом Денијем).
Највећи успех у каријери остварио је на светском првенству 2017. у Будимпешти где је у пару са Луиз Тулсон освојио сребрну медаљу у дисциплини торањ синхро микс.